# Gymnelia flavicapilla
Gymnelia flavicapilla är en fjärilsart som beskrevs av Rothschild 1931. Gymnelia flavicapilla ingår i släktet Gymnelia och familjen björnspinnare. Inga underarter finns listade i Catalogue of Life.